# Sumol
Sumol é uma marca de refrigerantes portuguesa produzida pela Sumol+Compal e vendida em mais de 60 países. É uma bebida de sumo de fruta pasteurizada e levemente gaseificada, com a polpa do fruto em suspensão e sem corantes nem conservantes, em vários sabores. A sua comercialização é realizada em embalagens de consumo individual de 0.25L, 0.30L, 0.33L, 0.5L, 1.5L, 2.0L e 39L e consumo exclusivo no ponto de venda (venda a copo/Post-Mix).

## História

### Início
Em 1945 um grupo de amigos decidiu abrir, com pouco mais de 100 mil escudos (cerca de 500 euros), uma pequena fábrica em Algés dedicada ao fabrico de gelo, laranjadas e gasosas, a Refrigor, Lda. Cinco anos depois, a pequena empresa recebeu a entrada de um novo sócio, António João Eusébio, que viria a transformar a empresa graças ao seu espírito empreendedor e invulgar capacidade de inovação para a época.

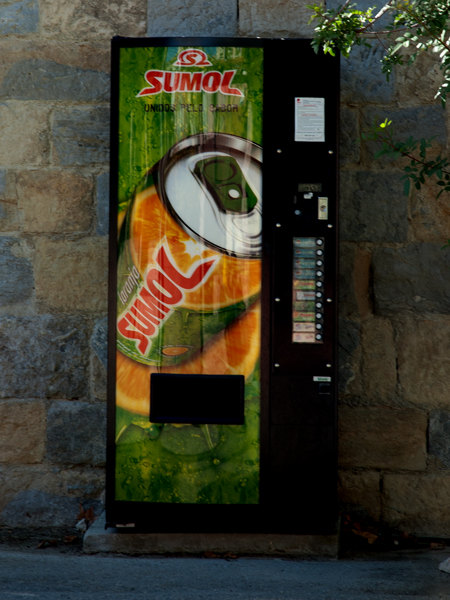
Máquina de venda automática de refrigerantes com publicidade da Sumol.

A fórmula de Sumol Laranja, a primeira bebida de sumo de fruta pasteurizada a surgir em Portugal, foi criada em 1954, tendo sido oficialmente apresentada aos consumidores no início do verão desse ano, numa garrafa de vidro pirogravada de 0.25L, na esplanada do café Caravela D'Ouro, em Algés. A marca Sumol (um portmanteau de 'sumo' e 'sol') seria registada a 20 de dezembro de 1954. Quatro anos depois, em 1958, surge o Sumol Ananás, sendo a diferenciação feita pela cor da carica da garrafa: cor de laranja para o sabor laranja e verde para o ananás.
A Sumol foi a primeira bebida não alcoólica portuguesa a adotar uma estratégia de marketing moderna. Numa época em que apenas se fazia propaganda em jornais, letreiros ou nos toldos dos locais de venda, a Sumol espalhou cartazes com slogans por todo o país e em 1965 lança um anúncio de televisão que se mostra diferenciador: "Um gato é um gato, um cão é um cão. Sumol é aquilo que os outros não são". Na década de 1970, a popularidade da marca era tal que chegaram a existir vinte imitações de Sumol (Supol, Sumolara, Frutex, entre outros), algumas das quais chegaram mesmo a reutilizar garrafas de Sumol com um rótulo colado sobre o espaço pirogravado. O segundo anúncio de televisão surgiria em 1978, tendo sido escolhida pela primeira vez uma figura mediática para a apresentação da marca, o humorista Herman José.

Na década de 1980 são introduzidos novos formatos de embalagem, nomeadamente as latas de 0.33L e as garrafas de plástico de 1.5L e 2L, tendo a Sumol sido a primeira marca em Portugal a lançar um formato nesse material. A primeira aproximação da marca ao segmento jovem ocorreu também nessa altura, com o anúncio "Stôra, como é que se diz Sumol em inglês?", de 1984.

### Modernização
A década de 1990 foi de viragem para a Sumol, com a primeira grande mudança de imagem da marca a acontecer em 1991 com a adoção de rótulos com riscas nas garrafas de vidro de 0,25L. Com este novo visual, as tradicionais garrafas de vidro pirogravadas são definitivamente abandonadas e as cores verde e vermelho começam a assumir-se como uma das principais características associadas à imagem da marca. Em 1994 surge o primeiro dos novos sabores, Sumol Maracujá, mais de 35 anos após o lançamento dos sabores tradicionais. A marca deu igualmente seguimento à sua aposta no segmento jovem, estabelecendo logo no início de 1990 um acordo de patrocínio com a banda rock Xutos & Pontapés para uma digressão pelo país com quarenta atuações ao vivo, que marcou a entrada da marca no meio musical, e lançando duas campanhas publicitárias (1993/1997) protagonizadas por Alex, um cão inteligente e cúmplice do seu dono no prazer de beber Sumol. Os anúncios e o slogan "Alex, busca!" ficaram de tal forma gravados na mente dos portugueses que ainda hoje muitos associam Sumol às campanhas publicitárias do Alex. Foi igualmente nessa altura que a marca deu início ao lançamento de passatempos em que são oferecidos prémios aos consumidores de Sumol.

Logótipo da Sumol.

No início da década de 2000 a marca apostou na consolidação da sua posição no segmento jovem, procedendo a duas novas mudanças na sua imagem (2000, 2003) e lançando em 2000 a campanha Sumol SKA, cujos anúncios usavam um jingle interpretado pela banda ska Despe e Siga. A partir dessa altura, a marca iniciou um novo ciclo com novidades quer em termos de lançamentos quer em termos de comunicação. Para além do lançamento em 2006 do Sumol Manga e de uma nova linha de refrigerantes destinados especificamente ao segmento jovem, Sumol Z (Zero), que transmitia a mensagem de produto saudável sem nenhuma perda de sabor, são lançadas diversas edições especiais orientadas para esse segmento, como o Sumol Ice Manga-Mint (2004) e o Sumol Intense (2007). Em termos de comunicação com os consumidores, foi lançada em 2003 a campanha Sumólicos Anónimos, que introduziu o conceito dos Sumólicos, fãs de Sumol que defendem a marca e mostram aos outros o porquê de ser uma marca de culto, e em 2004 a marca começou a patrocinar eventos musicais, tais como o Rock in Rio Lisboa (2004, 2006, 2008), o Sumol Lisboa Parade (2005), as Ice Beach Party's (2005) em parceria com a Cachaça 51, as Festas de Lisboa (desde 2009) e o Sumol Summer Fest (desde 2009). 2004 marcou igualmente o início da presença da marca no meio desportivo, com a criação dos Sumólicos Futebol Clube, um clube de futebol virtual que pretende unir todos os adeptos do futebol e Sumol independentemente do seu clube, associando-se a jogadores internacionais dos três maiores clubes portugueses: Deco, Tiago, Ricardo, Maniche e Miguel. A aposta nos desportos radicais teve início no ano seguinte, com o patrocínio de campeonatos e reconhecidos atletas de bodyboard (João Barciela, Teresa Duarte) e kitesurf (Francisco Lufinha), parcerias com campeonatos e escolas de surf, o patrocínio da etapa Porto/Gaia da Red Bull Air Race World Series (2008) e a organização do Sumol SnowTrip (2009) em Pas de la Casa, Andorra, no qual participaram 2 500 estudantes finalistas do ensino secundário. Entre 2005 e 2009 a marca associou-se igualmente à série juvenil Morangos com Açúcar, surgindo neste contexto a edição especial Sumol Morango e o passatempo Endless Summer, que teve como  prémio final uma participação especial na série. Cada vez mais ligada ao segmento jovem, a marca rejuvenesceu novamente a sua imagem em 2008 e lançou uma campanha retratando os jovens de hoje, diferentes na forma de estar mas unidos pelo sabor: "Hippies com Skaters, Góticos com Reaggers, Punks com Betos, Heavis com Surfistas e Rockabillys com Rappers'".
No início da década de 2010 a Sumol procurou transmitir um novo posicionamento da marca, lançando em 2010 o manifesto "Mantém-te Original", apelando aos portugueses para não se acomodarem nem conformarem, mantendo-se originais independentemente da idade. Este manifesto culminou na bem sucedida campanha "Um dia...", centrada na juventude como estado de espírito. Em 2011 a Sumol apresentou aos consumidores uma nova imagem inspirada na iconografia de 1954, em homenagem à história da marca.
Em 2019, a marca foi incluída numa peça da coleção Primavera/Verão da designer Alexandra Moura, onde foram destacadas as principais características da Sumol: atitude, inovação e disrupção.
A Sumol quis ir mais longe, e nesse mesmo ano lança o desafio a oito marcas portuguesas- Alexandra Moura (designer de moda), Latte (cultura urbana), Monte Campo (mochilas), 38Graus (swimwear), Mustique (camisas), Flowt (pranchas de surf), Kiddo (t-shirts) e Degrau (Paez)- para se juntarem em co-criação na coleção "Sumol X". Esta foi uma forma da marca afirmar o seu lema "Orgulhosamente Sumol", e mais uma vez aproximar-se do seu público.
Em 2020 a designer Alexandra Moura, lançou a segunda coleção com a Sumol, contando com peças muito coloridas, num guarda-roupa sem género.

## Sabores

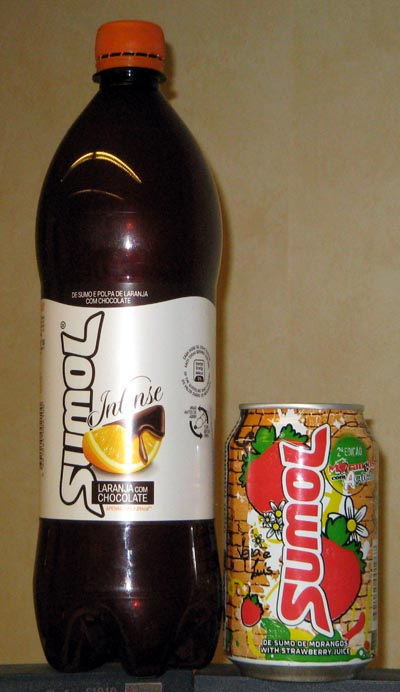
Sumol Intense e Sumol Morango.

| Sabor                                | Ano de lançamento |
| ------------------------------------ | ----------------- |
| Laranja                              | 1954              |
| Ananás                               | 1958              |
| Maracujá                             | 1994              |
| Light Laranja                        | 2000              |
| Light Ananás                         | 2002              |
| Ice Manga-Mint (Manga-Menta)         | 2004              |
| Zero Green (Maçã-Kiwi)               | 2006              |
| Zero Red (Laranja sanguínea-Toranja) | 2006              |
| Manga                                | 2006              |
| Morango                              | 2007              |
| Intense (Chocolate-Laranja)          | 2007              |
| Zero Laranja                         | 2008              |
| Zero Ananás                          | 2009              |
| Bliss Maçã                           | 2009              |
| Bliss Frutos Vermelhos               | 2009              |
| Summer Fest                          | 2011              |
| Limão                                | 2012              |
| REMIX Tropical                       | 2016              |
| REMIX Frutos Vermelhos               | 2016              |
| Maracujá                             | 2018              |
| Laranja do Algarve                   | 2021              |